# Лудо крстарење
Лудо крстарење (енгл. Boat Trip) је америчка филмска комедија коју је режирао Морт Нејтан, а главне улоге играју: Кјуба Гудинг млађи, Хорејшио Санз и Розлин Санчез.

## Радња
Џери (Куба Гудинг) пати након раскида са Фелисијом (Вивика Фокс). Његов најбољи пријатељ Ник (Хорацио Санз) је од познаника чуо како је лако пронаћи девојку на крстарењу и позвао је Џерија тамо. Осветољубив радник туристичке агенције тајно пријављује пријатеље на плаво крстарење. Тек на мору, схватајући где су завршили, Ник и Џери су у почетку ужаснути, али касније постају саосећајни према својим сапутницима. Џери се заљубљује у инструкторку плеса Габријелу (Розалин Санчез), не одвраћајући је од своје наводне хомосексуалности. Ник обара хеликоптер са шведским моделима ракетним бацачем и развија осећања према једној од њих, Инге (Викторија Силвстед), али му стално смета тренерка модела Соња (Лин Шеј), која га жели. Као резултат тога, Швеђанин оставља неодлучног Ника на такмичење, а Фелисија долази код Џерија и нуди јој да је узме за жену. Већ стојећи испред олтара, Џери бежи и уз помоћ геј пријатеља лети падобраном до Габријеле, која је на лезбејском крстарењу, која му опрашта што га је преварио о његовој оријентацији. Ник одлази код Инге у Шведску, где уместо тога проналази њену ништа мање секси сестру, али и овде га Соња стиже.

## Улоге
| Глумац             | Улога                                 |
| ------------------ | ------------------------------------- |
| Кјуба Гудинг млађи | Џери Робинсон                         |
| Хорејшио Санз      | Ник Рагони                            |
| Розлин Санчез      | Габријела                             |
| Вивика А. Фокс     | Фелиша                                |
| Викторија Силвстет | Инга                                  |
| Роџер Мур          | Лојд Фавершам                         |
| Арти Ланг          | Брајан                                |
| Ричард Раундтри    | Фелишин отац                          |
| Вил Ферел          | Брајанов дечко, турагент (непотписан) |